# Manufacturers Hanover Corporation

Logo des Manufacturers Hanover Trust von 1960 bis 1986

Die Manufacturers Hanover Corporation war eine Bankenholding, die als Mutter der Manufacturers Hanover Trust Company (manchmal als Manny Hanny bezeichnet) auftrat. 

## Geschichte
Manufacturers Hanover war eines der größten Kreditinstitute der Vereinigten Staaten und wurde 1991 durch die Chemical Bank übernommen, welche heute den Kern von JPMorgan Chase bildet. Der Ursprung der Großbank liegt in der Citizens Trust Company of Brooklyn, die 1905 gegründet und 1915 in Manufacturers Trust Company umbenannt wurde. Im Jahr 1961 fusionierte dieses Institut mit der Central Hanover Bank & Trust Company und firmierte seither als Manufacturers Hanover Trust Company. Die Bank begründete 1977 einen Firmenlauf unter dem Namen Corporate Challenge, der bis heute als JPMorgan Chase Corporate Challenge fortgeführt wird. Von der Radio Corporation of America wurde 1984 der Finanzdienstleister Commercial Investment Trust für 1,5 Milliarden US-Dollar übernommen. Durch eine Fusion mit der Chemical Bank 1991 verschwand der Name Manufacturers Hanover bis 1992 aus der Bankenlandschaft, jedoch diente der ehemalige Hauptsitz des Unternehmens, 270 Park Avenue in New York City, bis zu dessen Abriss ab 2019 als Konzernzentrale des Nachfolgeinstituts JPMorgan Chase. Die Logogestaltung von Manufacturers Hanover wurde durch das Logo der fusionierten Chemical Bank fortgeführt.
| Chemical Bank Fusionen und Übernahmen ab 1824 |        |               |               |               |               |               |                        |               |               |               |                      |                      |                      |                      |                      |                   |                   |                             |                   |                   |                   |                   |                   |                   |                   |                   |                   |                      |                       |                       |                       |                       |                       |                       |                   |                   |                |
|                                               | 1820er | 1820er        | 1830er        | 1830er        | 1840er        | 1840er        | 1850er                 | 1850er        | 1860er        | 1860er        | 1870er               | 1870er               | 1880er               | 1880er               | 1890er               | 1890er            | 1900er            | 1900er                      | 1910er            | 1910er            | 1920er            | 1920er            | 1930er            | 1930er            | 1940er            | 1940er            | 1950er            | 1950er               | 1960er                | 1960er                | 1970er                | 1970er                | 1980er                | 1980er                | 1990er            | 1990er            | 2000er         |
|                                               |        | Chemical Bank | Chemical Bank | Chemical Bank | Chemical Bank | Chemical Bank | Chemical Bank          | Chemical Bank | Chemical Bank | Chemical Bank | Chemical Bank        | Chemical Bank        | Chemical Bank        | Chemical Bank        | Chemical Bank        | Chemical Bank     | Chemical Bank     | Chemical Bank               | Chemical Bank     | Chemical Bank     |                   |                   |                   |                   |                   |                   |                   |                      |                       |                       |                       |                       |                       |                       | Chase             | Chase             | JPMorgan Chase |
|                                               |        |               |               |               |               |               | Citizens National Bank |               |               |               |                      |                      |                      |                      |                      |                   |                   |                             |                   |                   |                   |                   |                   |                   |                   |                   |                   |                      |                       |                       |                       |                       |                       |                       |                   |                   |                |
|                                               |        |               |               |               |               |               | Corn Exchange Bank     |               |               |               |                      |                      |                      |                      |                      |                   |                   |                             |                   |                   |                   |                   |                   |                   |                   |                   |                   |                      |                       |                       |                       |                       |                       |                       |                   |                   |                |
|                                               |        |               |               |               |               |               |                        |               |               |               |                      | Texas Commerce Bank  |                      |                      |                      |                   |                   |                             |                   |                   |                   |                   |                   |                   |                   |                   |                   |                      |                       |                       |                       |                       |                       |                       |                   |                   |                |
|                                               |        |               |               |               |               |               |                        |               |               |               | Hanover Bank         | Hanover Bank         | Hanover Bank         | Hanover Bank         | Hanover Bank         | Hanover Bank      | Hanover Bank      | Hanover Bank                | Hanover Bank      | Hanover Bank      | Hanover Bank      | Hanover Bank      | Hanover Bank      | Hanover Bank      | Hanover Bank      | Hanover Bank      | Hanover Bank      | Hanover Bank         | Manufacturers Hanover | Manufacturers Hanover | Manufacturers Hanover | Manufacturers Hanover | Manufacturers Hanover | Manufacturers Hanover |                   |                   |                |
|                                               |        |               |               |               |               |               |                        |               |               |               |                      |                      |                      |                      |                      |                   |                   | Manufacturers Trust Company |                   |                   |                   |                   |                   |                   |                   |                   |                   |                      |                       |                       |                       |                       |                       |                       |                   |                   |                |
|                                               |        |               |               |               |               |               |                        |               |               |               |                      |                      |                      |                      |                      |                   |                   |                             |                   |                   |                   |                   |                   |                   |                   |                   |                   | Chase Manhattan Bank |                       |                       |                       |                       |                       |                       |                   |                   |                |
|                                               |        |               |               |               |               |               |                        |               |               |               | Drexel, Morgan & Co. | Drexel, Morgan & Co. | Drexel, Morgan & Co. | Drexel, Morgan & Co. | Drexel, Morgan & Co. | J.P. Morgan & Co. | J.P. Morgan & Co. | J.P. Morgan & Co.           | J.P. Morgan & Co. | J.P. Morgan & Co. | J.P. Morgan & Co. | J.P. Morgan & Co. | J.P. Morgan & Co. | J.P. Morgan & Co. | J.P. Morgan & Co. | J.P. Morgan & Co. | J.P. Morgan & Co. | J.P. Morgan & Co.    | J.P. Morgan & Co.     | J.P. Morgan & Co.     | J.P. Morgan & Co.     | J.P. Morgan & Co.     | J.P. Morgan & Co.     | J.P. Morgan & Co.     | J.P. Morgan & Co. | J.P. Morgan & Co. |                |